# Alix Nyokas
Alix Kévynn Nyokas (Montfermeil, Francuska, 28. lipnja 1986.) je francuski rukometaš i nacionalni reprezentativac. Trenutno nastupa za njemački Frisch Auf Göppingen. Brat je blizanac također francuskog rukometaša Oliviera Nyokasa.
Osvajač je europskog naslova prvaka s francuskom reprezentacijom.

## Karijera

### Klupska karijera
Nyokas se rukometom počeo baviti tijekom školovanja te je kao junior zajedno s bratom blizancem Olivierom nastupao za ES Montgeron i UMS Pontault-Combault HB. S njime je 2006. godine potpisao prvi profesionalni ugovor i to za Paris Handball kojeg je tada vodio Olivier Girault. U klubu je proveo šest godina nakon čega je interes za njega pokazao Montpellier Handball. Ugovor u konačnici nije potpisan jer igrač nije prošao liječnički pregled.
Zbog toga potpisuje za Chambéry SH gdje se pridružuje Xavieru Barachetu te se natječe u rukometnoj Ligi prvaka.
U ljeto 2014. je napustio matični klub te potpisao za njemačkog bundesligaša Frisch Auf Göppingen.

### Reprezentativna karijera
Dobre igre u klubu i ozbiljan nedostatak ljevorukog igrača u reprezentaciji (jedini pravi desni vanjski je Xavier Barachet) donijele su Nyokasu poziv u reprezentaciju. Izbornik Onesta uveo ga je u kadar za pripremnu utakmicu protiv Argentine u kojoj je i debitirao 8. lipnja 2011.
Prvi veći turnir na kojem je nastupio bilo je europsko prvenstvo u Danskoj 2014. Ondje je iskoristio priliku u prvoj utakmici skupine protiv Rusije u kojoj je zabio devet golova te je proglašen igračem susreta. U konačnici, Nyokas je s nacionalnom selekcijom osvojio europski naslov.

## zvori
1. ↑  Kévynn Nyokas trouve sa voie à Chambéry
2. ↑  Göppingen va accueillir Kévynn Nyokas
3. ↑  Handball/Euro : Kévynn Nyokas, la surprise du chef
4. ↑  KÉVYNN NYOKAS APRÈS LA VICTOIRE DE L'ÉQUIPE DE FRANCE DE HANDBALL, DEVENUE CHAMPIONNE D'EUROPE...